# Ethaliella floccata
Ethaliella floccata is een slakkensoort uit de familie van de Trochidae. De wetenschappelijke naam van de soort is voor het eerst geldig gepubliceerd in 1903 door Sowerby.